# Via Salaria

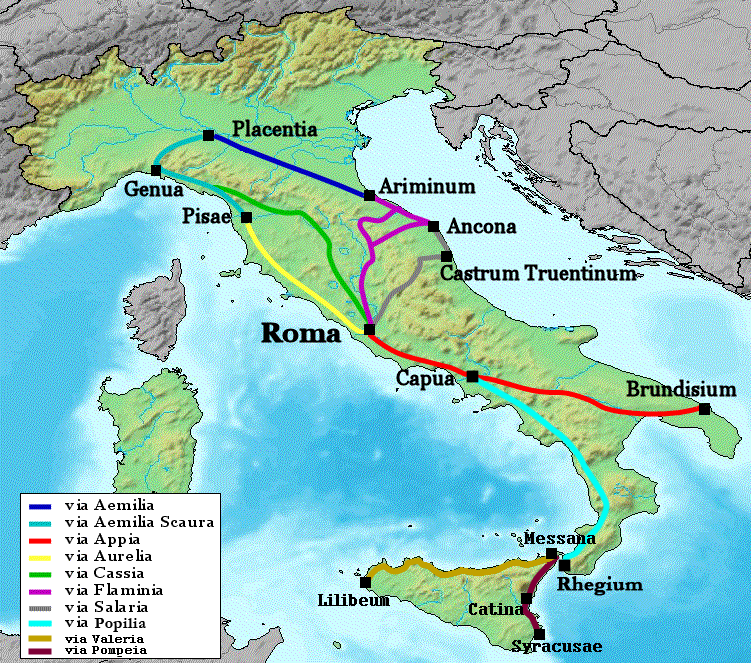
Przebieg dróg rzymskich w Italii – kolorem szarym zaznaczona Via Salaria

Via Salaria – jedna ze starożytnych dróg rzymskich Półwyspu Apenińskiego o długości 242 km; łączyła Rzym z Morzem Adriatyckim. Wzdłuż dawnej Via Salaria przebiega dzisiejsza włoska droga krajowa SS 4.
Jej nazwa pochodzi od transportowanej tędy soli, którą starożytni Sabinowie sprowadzali znad Adriatyku. Z tego względu mieli oni na niej zagwarantowany swobodny przejazd. Swój bieg rozpoczynała się tuż za Porta Salaria w Rzymie, następnie prowadziła przez Forte Antenne (Antemnae), Aniene, Villa Spada (dzisiejsza Borgata Fidene - Fidenae).
Kolejnymi miejscowościami na Via Salaria były: Settebagni (Septem balnea), Marcigliana Vecchia (Crustumerium), Passo Corese, Fara in Sabina. W okolicach Ponte Buita, według niektórych badaczy, odbijała Via Cecilia w kierunku Atri (Hatria).
Główny trakt dochodził do Reate. Tuż przed Trebula Mutuesca znajdowało się rozwidlenie. Na prawo można było udać się w kierunku wschodnim, ku dzisiejszej L’Aquilii w Apeninie Abruzyjskim. Droga przebiegała wzdłuż tzw. Sella di Corno, by dotrzeć do równiny Amiternum, skąd dalej przez Passo delle Capannelle do Pretutti (Prowincja Teramo).
Z Rieti wzdłuż rzeki Velino wspinało się ku Cotilii (Vicus reatinus), w której znajdowały się źródła wód mineralnych wykorzystywane już przez Rzymian (termy). Z Cotilia droga prowadziła do Antrodoco (Interocrium) u stóp góry Giano. Również w Antrodoco znajdowały się źródła termiczne.
Główny trakt Via Salaria prowadził w kierunku północnym pod górę Terminillo. Po przejściu Apeninów droga schodziła w dolinę rzeki Tronto, by przez Pescarę del Tronto, Acquasanta Terme, Quintodecimo, Ascoli Piceno (Asculum) dotrzeć do Morza Adriatyckiego. Via Salaria kończyła się w miejscowości Castrum Truentinum u ujścia rzeki, po prawej stronie - Martinsicuro.
Droga była naprawiana w 111 r. p.n.e., lecz dopiero za cesarza Oktawiana Augusta prace dociągnięto do Castrum Truentinum.